# Vasyl' Mychajlov
Vasyl' Heorhijovyč Mychajlov (in ucraino Василь Георгійович Михайлов?; 24 giugno 1995) è un lottatore ucraino, specializzato nella lotta libera e nella lotta sulla spiaggia.

## Biografia
Ai mondiali di lotta sulla spiaggia di Sarigerme 2018 si è aggiuddicato l'argento negli 80 kg.
Nella stessa disciplina ha vinto il bronzo ai Giochi mondiali sulla spiaggia di Doha 2019.
Ai campionati europei di Roma 2020 ha vinto la medaglia di bronzo nel torneo di lotta libera 79 kg.
Alla Coppa del mondo individuale di Belgrado, competizione che ha preso il posto dei mondiali, annullati a causa dell'insorgere emergenza sanitaria, conseguenza della pandemia di COVID-19, ha conquistato la medaglia di bronzo nei 79 kg.
Ha rappresentato la Ucraina ai Giochi olimpici estivi di Tokyo 2020, in cui ha riportato l'eliminazione agli ottavi per mano dell'azero Turan Bayramov.
Si è laureato campione continentale agli europei di Zagabria 2023, dove ha batturo in finale il greco Georgios Kougioumtsidis.
Ai mondiali di Belgrado 2023 è stato estromesso dal tabellone principale del torneo dei 79 kg dal georgiano Vladimeri Gamq'relidze. Agli ottavi ed ai quarti aveva avuto la meglio sul mongolo Bat-Erdeniin Byambadorj e sullo slovacco Achsarbek Gulajev. Nella finale per il bronzo ha superato il kazako Bolat Sakayev ai punti.

## Palmarès

### Lotta libera
- Mondiali

Belgrado 2023: bronzo nei 79 kg.
- Europei

Roma 2020: bronzo nei 79 kg.
Zagabria 2023: oro nei 79 kg.
- Mondiali universitari

Çorum 2016: bronzo nei 70 kg.
- Mondiali U23

Bydgoszcz 2017: bronzo nei 74 kg.
- Europei U23

Szombathely 2017: bronzo nei 70 kg.

### Lotta sulla spiaggia
- Giochi mondiali sulla spiaggia

Doha 2019: bronzo negli 80 kg;
- Mondiali

Sarigerme 2018: argento negli 80 kg;

## Altre competizioni internazionali
2020
- Argento nei 79 kg nella Coppa del mondo individuale ( Belgrado)